# Ітапаріка (острів)
Ітапаріка (порт. Ilha de Itaparica) — острів, розташований біля входу в Затоку всіх святих на узбережжі Атлантичного океану у штаті Баїя, Бразилія. Розташований приблизно за 10 км від міста Сальвадор, Баїя і має 146 км². На острові є два муніципалітети: Вера Крус (87 % площі суші) та Ітапаріка (13 %). Ітапаріка має 40 км пляжів і тропічної рослинності. Ітапаріка — найбільший морський острів Бразилії.

## Історія
Ітапаріка була домом для великого народу тупінамби. Амеріго Веспуччі прибув на острів 1 листопада 1501 року. Первісне португальське поселення — форпост єзуїтів під назвою Баяку, заснований у 1560 році, пізніше перейменований у Villa do Senhor da Vera Cruz. Цукрова тростина та пшениця спочатку вирощувалася на острові, пізніше було запроваджено велику рогату худобу. Була побудована дамба для постачання питної води в селище. Острів атакували британські корсари вже в 1597 році. Він був окупований голландцями між 1600 та 1647 рр. під час голландської окупації Бразилії. У цей період голландці побудували форт де Сан-Луренцо. Пізніше острів став багатим джерелом доходу для португальців; тут розміщували військово-морські верфі; вапняні млини (важливий будівельний матеріал того періоду) та існувала розвинута китобійна промисловість, яка тривала до середини 19 століття.
Перший паровий двигун у Бразилії був встановлений на острові на плантації Інга-Асу. Ітапаріка була ареною важливої битви під час боротьби за незалежність Баїї між 1821 та 1823 роками. На острові було збудовано багато собрадосів, будинків колоніального періоду, для проживання Педру I (імператор Бразилії) та пізніше Педро II.

## Транспорт
До Ітапаріки можна дістатися приблизно за годину на поромі з Сальвадору. Менший пасажирський пором вирушає від Меркаду Моделу, більший — за 2 км на північ від Бома Деспачу. Штат Баїя розглядає можливість будівництва 11 кілометрового мосту між Сальвадором та Ітапарікою.

## Відомі мешканці
Одним з найвідоміших її громадян був бразильський письменник Жоау Убальду Рібейру.

## Галерея

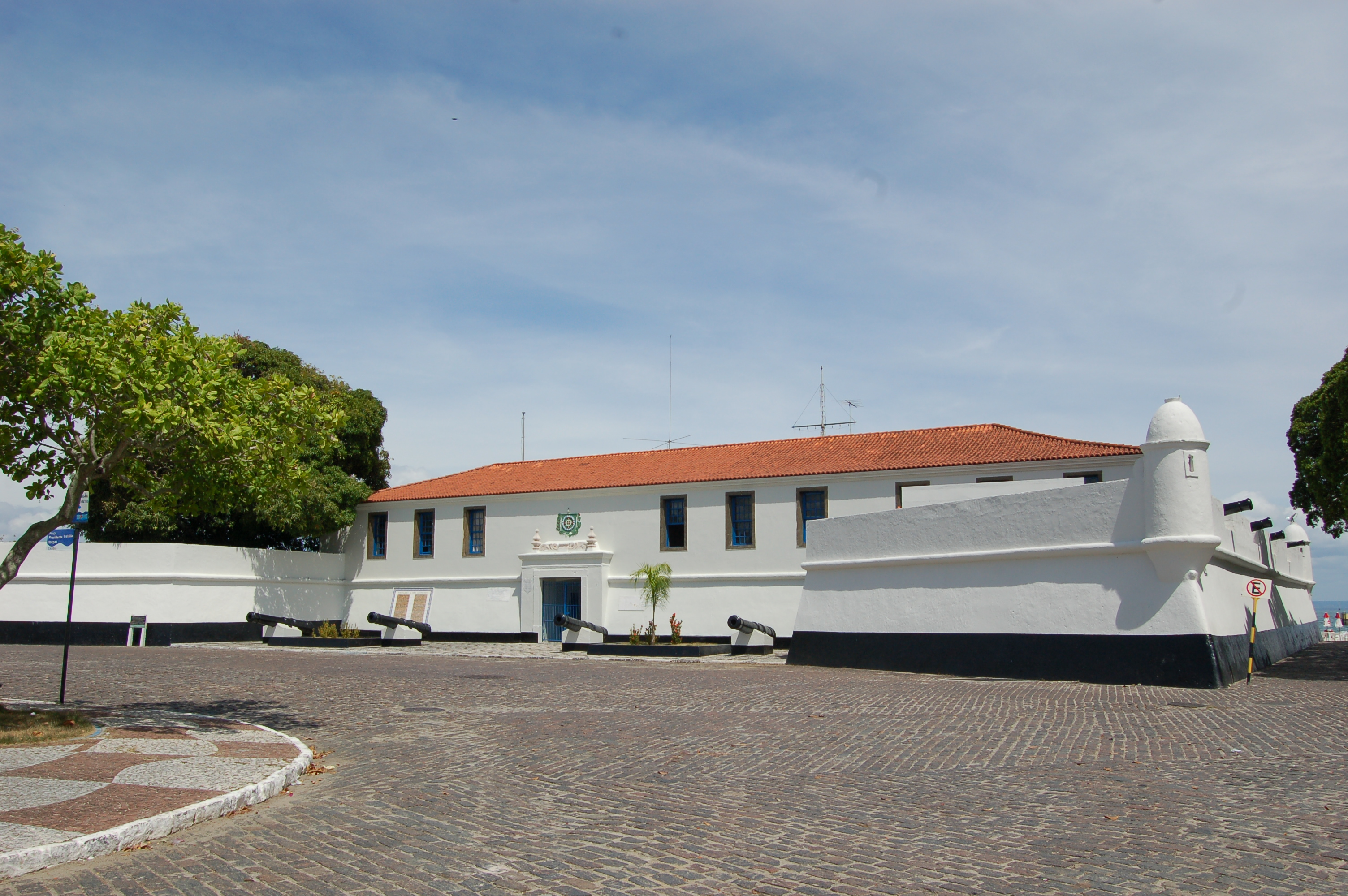
Фортеця Сан-Луренцу
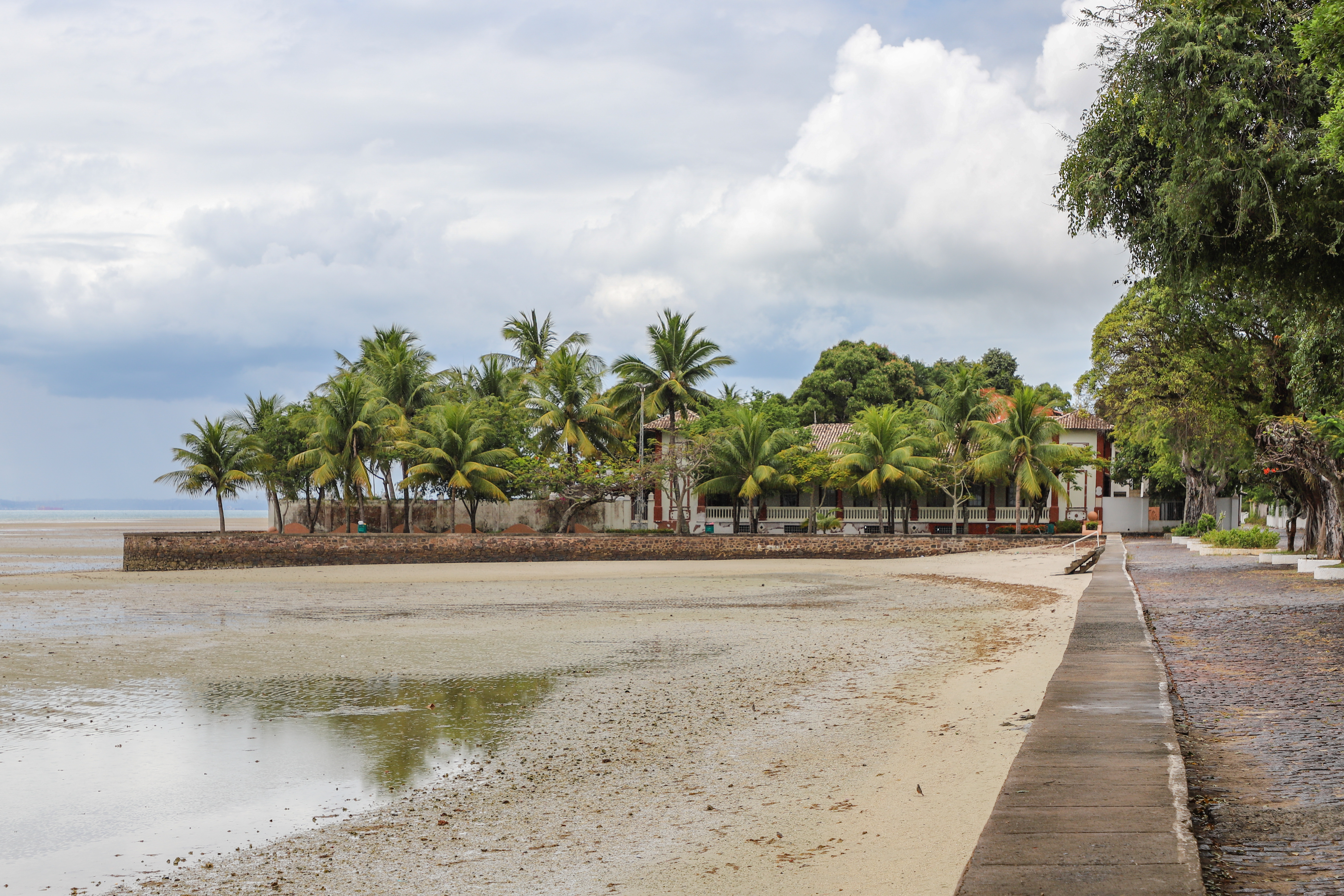
Пляж
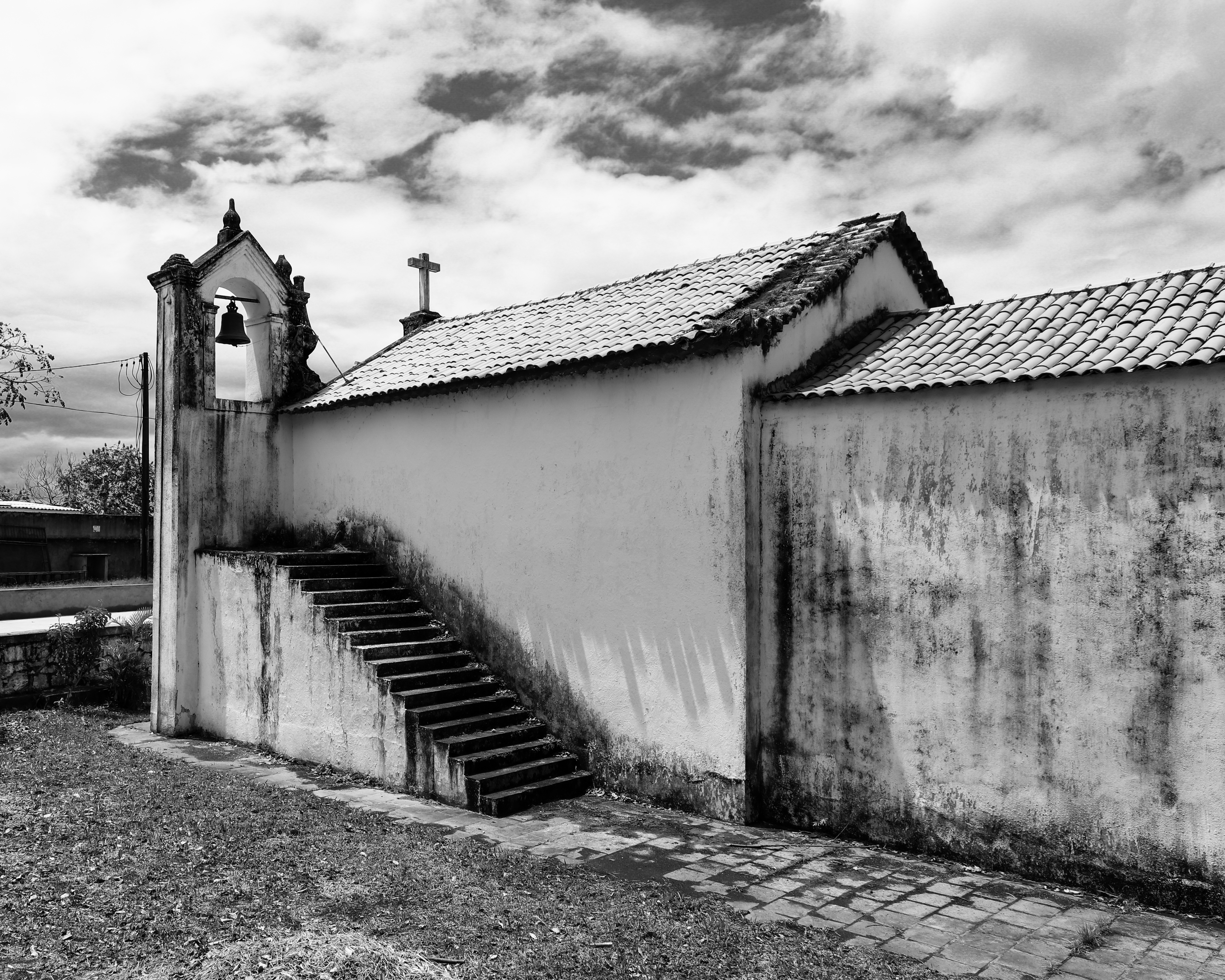
Церква